# Smug Alert!
Smug Alert! är det andra avsnittet i den tionde säsongen av South Park, som sändes den 29 mars 2006. Avsnittet driver med hybridbilsägare och deras självbelåtenhet samt leker med ordet smug (självgodhet).

## Handling
När Gerald Broflovski blir besatt av hybridbilar och miljömedvetenhet flyttar han sin familj till San Francisco. Samtidigt inspirerar Stan hela South Park att köpa hybrider, vilket skapar en giftig smug-storm. När denna hotar att kollidera med liknande moln över San Francisco och från George Clooneys Oscars-tal, utlöses en katastrof som förstör delar av båda städerna.
Samtidigt reser Cartman och Butters till San Francisco för att hämta tillbaka Kyle, ovetande om att de räddar hans familj. Efter förödelsen lovar South Parks invånare att aldrig mer köpa hybrider, men Kyle påpekar att det inte är bilarna utan människors arrogans som är problemet.

## Mottagande
Avsnittet fick positiv kritik för sin satir över miljörörelsen och Hollywoods självförhärligande.